# スパナペンチ
スパナペンチは、かつてプロダクション人力舎で活動していたお笑いコンビ。スクールJCA20期と同期扱い。2014年6月12日解散。

## メンバー
永田 敬介（ながた けいすけ、1990年1月20日（35歳）- ）
- 正面から見て左側、ボケ担当。

高橋 諒哲（たかはし りょうてつ、1990年6月9日（35歳）- ）
- 正面から見て右側、ツッコミ担当。
- 身長168cm、体重55kg、ふたご座、血液型O型。
- 東京都出身、早稲田大学商学部卒業（2014年3月卒）。
- 解散後に、不動産会社員を経て、福永洋一（元フルパワーズ）とコンビ「スーパースターズ」を結成したが、2018年以降は芸人を引退し仮想通貨の投資家として著書を出版しており、現在は株式会社NOTE-Xの代表取締役を務めている。[2]
- また、解散後にNHK放送のおはよう日本のコーナーにて仮想通貨の取材を受けている。[3]
- 元ザ・フライの井村俊哉のYouTubeチャンネル、Zeppy投資ちゃんねるにて登場するゲット高橋は同一人物である。

## 概要
早稲田大学高等学院・早稲田大学商学部の同級生。高等学院では約1割が毎年留年するが、1年生を2回することとなった永田と、入学した時の高橋は同じ学年となったがクラスが違い、同じ卒業年に同じ商学部に進んだ後で、寄席研に入り親しくなる。当初はそれぞれ別々でコンビを組んでおり、高橋は「ヘイヘイマニー」、永田は「ケチャップリン」というコンビで半年ほど活動していた。
同時期にコンビを解散し、永田から高橋を誘いコンビ「スパナペンチ」を結成。実は高橋は、他に組みたい同期がおりアプローチをしていた。しかしそのコンビが解散しなかったため、誘い続けてきた永田と組んだ（後に、永田はこの話を2013年10月のライブ中に初めて知り、その同期が誰か高橋に尋ねている）。コンビ名を付けたのは、永田が「唯一心を開いてる友人」と話す寄席研の同期。由来は特にないが、「略して『パナペン』という響きがいい」と決定した。
2011年3月5日、『第1回漫才を愛する学生芸人No.1決定戦』にて優勝。この模様は後日『学生才能発掘バラエティ 学生HEROES!』にて放送された。それをきっかけにプロダクション人力舎から声を掛けられ、同じく決勝へ進出し声を掛けられていた真空ジェシカと共に、翌年から人力舎の所属となる。通常はスクールJCAへ入学・卒業後に下部組織JCAプロモーションを経て正式所属となるのが恒例だが、この2組はそれを経由せずスカウトという形で所属している。また、厳密にスパナペンチは2009年結成だが、結成年数についてはプロデビュー年より数えられるため2012年結成と紹介される（スクールJCA20期と同期扱い）。
2013年、THE MANZAIの認定漫才師となり、本戦サーキットへ進出。ワイルドカード決定戦にまで勝ち残り、決勝戦の敗者復活枠を争った。
2014年6月12日、解散を発表。両名とも所属事務所を離れることを発表した（その後、永田は2016年から再所属）。

## 芸風
主に漫才を行う。設定などに入らないしゃべくり漫才が多い。高橋が話題にした事柄について、永田がとことん否定していくという形のネタが多い。
それぞれの前コンビ時代、高橋はネタを作る側、永田は作らない側であったため、結成当初は高橋がネタを書いていた。その後、主に永田がネタを書くようになった。

## 主な賞レース戦績
- 2011年 学生HEROES! 第1回漫才を愛する学生芸人No.1決定戦 優勝（※アマチュア時代）
- 2012年 キングオブコント 1回戦敗退
- 2012年 THE MANZAI 2回戦進出
- 2013年 THE MANZAI 認定漫才師 ワイルドカード進出

## エピソード

### 高橋
- 相方の永田と比較され明るい性格だと思われているが、「永田の友達なのだから暗いに決まってる」「永田がこんなに暗いので、自分は明るくなければいけないのではないかと思っている」と発言している（20131105 バカ爆走!）。
- ハゲ家系のため、自身もハゲないように情報収集をしている[7]。2014年の目標は、リーブ21発毛日本一コンテストで優勝すること。
- 憧れの先輩芸人はアンタッチャブル。
- 好きな漫画はナニワ金融道。
- 中学・高校とバスケットボール部に所属。一時期、小学生のミニバスケットボールのコーチをしていた。
- 父親は元芸人で、劇団パークノースシアター主宰・芸能プロダクション㈲パークノース代表の高橋テツ。『学生才能発掘バラエティ 学生HEROES!』（テレビ朝日）で共演した。
- 芸能マネージャーを志していた時期があり、2012年春に人力舎のマネージャー研修を受けている。
- 事務所の先輩の中ではの酒井啓太（リニア（旧S×L））と仲が良い。酒井は「諒哲は性格が悪い」と言っており、ダーツをしている時に高橋が、手にダーツ矢を３本挟んだままハイタッチをしてきた、と話している。それに対して高橋は、酒井があまりにしつこく弄ってくるが先輩なので何もできず、偶然を装い刺してやろうと思った、と答えている。
- 右手でピースができない。
- 普段は眼鏡をかけており、仕事で人前に出る時はコンタクトレンズをしている。そのため、ライブに手伝いで来ていて急遽前説を任された場合など、眼鏡姿でステージに立つこともあった[8]。

## 出演

### テレビ
- 学生才能発掘バラエティ 学生HEROES!（テレビ朝日）
- オンバト+（NHK総合、2012年9月16日）- 戦績0勝1敗 最高261KB

### ネットラジオ
- ジンリキポッドキャスト（人力舎の若手芸人によるポッドキャスト）（2010年5月～）

### ライブ
- 人力舎ライブ「Spark」
- バカ爆走!（毎月1日から6日）

他